# تکیه خاتون‌آبادی
تکیه خاتون آبادی مربوط به دوره صفوی است و در اصفهان، تخت فولاد، خیابان مصلی، جنب کوی مخابرات واقع شده و این اثر در تاریخ ۱۰ خرداد ۱۳۸۲ با شمارهٔ ثبت ۹۰۶۸ به‌عنوان یکی از آثار ملی ایران به ثبت رسیده است.
بسیاری از علما خاندان خاتون‌آبادی از دوران صفویه و بعد از آن در این آرامگاه دفن شده‌اند که محمدحسین خاتون‌آبادی از جمله آنان است.